# Rhona Haszard
Alice Gwendoline Rhona Haszard (née en 1901 à Thames – morte accidentellement en 1931 à Alexandrie) est une peintre néo-zélandaise.

## Biographie
À l’âge de 18 ans, elle s’inscrit à la Canterbury College School of Art, se joignant à un groupe de femmes artistes incluant Ngaio Marsh, Evelyn Page (née Polson), Rata Lovell-Smith (née Bird) et Olivia Spencer Bower. Elle eut comme professeur, parmi d’autres, Archibald Nicoll, nouvellement nommé à la tête de l'école.
En 1922, elle épouse Ronald McKenzie, un enseignant et étudiant. Cependant en 1925 elle abandonne ce qui semble avoir été un mariage heureux pour s’enfuir avec un ancien officier de l'armée britannique, Leslie Greener. Désapprouvé par la société, le couple s‘enfuit pour la France en 1926. Ils s’installent à Paris et étudient brièvement à l’Académie Julian. Rhona Haszard continue de peindre des paysages et expose à Paris au Salon de Paris en 1927, à Londres avec la Society of Women Artists, et au Caire. Dans le même temps, elle envoie des œuvres en Nouvelle-Zélande pour des expositions.
Le couple entreprend de nombreux voyages dans les îles Anglo-Normandes, à Chypre et en Grèce. En 1927, Greener est employé par le Victoria College, à Alexandrie, en Égypte, pour enseigner l’art. En 1928, Rhona Haszard a un grave accident. Elle retourne à Londres en 1929 et 1930 pour faire soigner des problèmes de dos. Cependant, elle continue à peindre, à mener une vie de bohème. Elle rentre à Alexandrie en 1930.
Elle meurt des suites d’une chute d’une tour de quatre étages au Victoria College, à Alexandrie, en 1931, la nuit qui a suivi sa dernière exposition. Elle avait 30 ans.